# Nikola Marinow
Nikola Marinow, eigentlich Nikola Marinow Abadshiew, (bulgarisch Никола Маринов; * 10. Juli 1879 in Targowischte; † 16. Dezember 1948 in Sofia) war ein bulgarischer Maler.

## Leben
Marinow absolvierte im Jahr 1903 die Kunstakademie in Turin. Ab 1921 war er als Professor an der Kunstakademie in Sofia.
In seinem Werk widmete er sich insbesondere Porträts und Landschaften. Er malte jedoch auch Ikonen und Wandbilder, wobei er sich realistischen Traditionen verpflichtet sah. Unter anderem schuf er Fresken für die Kirche Uspenie Bogorodiza in Popowo.

## Werke (Auswahl)
- Pia, 1908
- Bauern auf dem Markte, 1921
- Frühling, 1940